# Enzymkinetiek

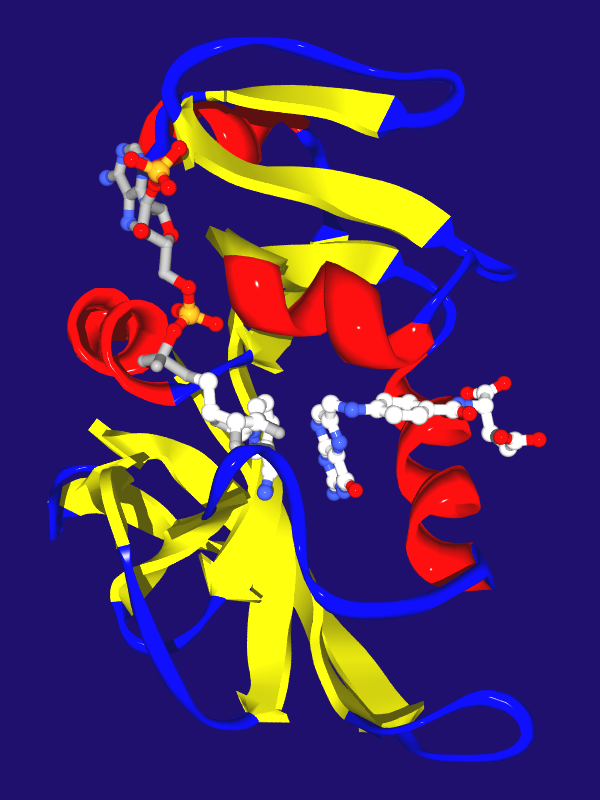
Het enzym dihydrofolaatreductase uit E. coli met twee gebonden substraten: dihydrofolaat (rechts) en NADPH (links). Het enzym is weergegeven in een lintdiagram, met alfa-helices in rood, bèta-platen in geel en de overige lussen in blauw.

Enzymkinetiek is het onderzoeksgebied dat zich bezighoudt met chemische reacties die door enzymen worden gekatalyseerd. Door de reactiesnelheid (kinetiek) van een enzymatische reactie onder verschillende reactieomstandigheden te meten, kan men veel informatie over de werking van een enzym achterhalen: bijvoorbeeld welke rol het enzym speelt in stofwisseling, van welke factoren zijn activiteit afhangt en hoe een medicijn het enzym zou kunnen remmen.
Enzymen zijn eiwitten die functioneren als katalysator bij biochemische reacties. De stof waarop ze inwerken wordt het substraat genoemd. Een substraat bindt aan het actieve centrum van een enzym en wordt vervolgens omgezet in een product via een reeks stappen, het enzymatische mechanisme. Dit kan als volgt worden weergegeven:
E + S ⇄ ES ⇄ ES* ⇄ EP ⇄ E + P
Enzymen zijn de meeste krachtige en selectieve katalysatoren die er zijn. Een goed begrip van hoe ze werken is essentieel voor de ontdekking van nieuwe geneesmiddelen, voor industriële synthese van diverse verbindingen en voor een algeheel inzicht in de biochemie van levende cellen. Door de activiteit van een enzym onder verschillende condities te meten – zoals concentraties van substraat, product en inhibitoren – kan de functie en commerciële waarde van een enzym ontrafeld worden.

## Algemene principes

Naarmate er meer substraat aan een reactie wordt toegevoegd, raken de beschikbare bindingsplaatsen (actieve centra) van de enzymen bezet tot een limiet. Meer substraat toevoegen leidt niet meer tot een verhoging van de reactiesnelheid.

Enzymen zijn eiwitten die chemische reacties in levende cellen mogelijk maken. Ze doen dit door aan een specifieke reactant (het zogenaamde substraat) te binden en deze om te zetten in een product. Net als andere katalysatoren hebben enzymen het vermogen om de activeringsenergie van een reactie te verlagen, zodat deze reactie (veel) makkelijker plaatsvindt. Een vaststaand principe van enzymen is dat zij het chemisch evenwicht tussen het substraat en het eindproduct niet veranderen. Met andere woorden, een enzym is niet in staat de vrije energie (ΔG) van een reactie te beïnvloeden. Doordat een cel enzymen tot expressie kan brengen, is een organisme in staat om zijn stofwisseling te reguleren. Veelal katalysteren enzymen kleine stapjes in een metabole route.
In tegenstelling tot niet-gekatalyseerde chemische reacties vertonen enzymgekatalyseerde reacties een verzadigingskinetiek. Bij een relatief lage substraatconcentraties neemt de reactiesnelheid lineair toe met de substraatconcentratie; er zijn immers genoeg enzymmoleculen vrij om de reactie te katalyseren. Wanneer de substraatconcentratie echter stijgt, benadert de reactiesnelheid asymptotisch een theoretisch maximum ({\displaystyle V_{max}}). De actieve centra (bindingsplaatsen) van de enzymen zijn in dit geval allemaal bezet met substraten: er is verzadiging. De reactiesnelheid wordt dan niet meer bepaald door de substraatconcentratie, maar door concentratie enzym en de intrinsieke omzettingssnelheid van het enzym. De substraatconcentratie halverwege deze twee grensgevallen wordt aangegeven met de constante KM.
De twee belangrijkste kinetische eigenschappen van een enzym zijn (1) hoe gemakkelijk het enzym verzadigd raakt met een bepaald substraat en (2) de maximale snelheid waarmee het enzym katalyseert. Kennis van deze eigenschappen wordt gebruikt om te voorspellen wat een enzym zou kunnen doen in de cel, en hoe het enzym zal reageren op veranderingen in deze omstandigheden.

### Enzymatische mechanismen
Enzymatische mechanismen kunnen worden onderverdeeld in mechanismen met één substraat en met meerdere substraten. Kinetisch onderzoek naar enzymen die slechts aan één substraat binden, zoals triosefosfaatisomerase, hebben tot doel de affiniteit van het enzym voor het substraat vast te stellen en de omzetsnelheid (turnover rate) te beschrijven. Andere voorbeelden van dergelijke enzymen zijn fosfofructokinase en hexokinase, die beide belangrijk zijn voor celademhaling (in de glycolyse).
Bij enzymen die meerdere substraten binden, zoals dihydrofolaatreductase (rechts afgebeeld), kan uit enzymkinetisch onderzoek ook blijken in welke volgorde de substraten binden en in welke volgorde de producten vrijkomen. Een voorbeeld van een enzym dat één substraat omzet in twee producten is protease. Hoewel dergelijke reacties vaak in meerdere stappen verlopen, is er doorgaans één snelheidsbepalende stap die de algehele kinetiek bepaalt.

## Enzymassays
Een enzymassay is een methode om het verloop of de snelheid van een enzymatische reactie te meten. Omdat enzymen zelf niet worden verbruikt tijdens de reactie, zijn enzymassays gewoonlijk gericht op veranderingen in de concentratie van substraten, producten of cofactoren. Er zijn verschillende meetmethoden in gebruik. Spectrofotometrie meet de veranderingen in de absorptie van licht tussen producten en reactanten. Zo kan men bijvoorbeeld relatief eenvoudig de activiteit van enzymen in de ademhalingsketen meten via de oxidatie of reductie van NAD/NADH; deze cofactoren absorberen ultraviolet licht, waardoor men kan meten hoeveel NAD/NADH tijdens een reactie wordt gevormd. In het verleden werden ook radiometrische assays gebruikt, die de opname of afgifte van een radioactieve stof meten die gedurende het verloop van de reactie verandert.
Bij de meest gevoelige enzymassays worden lasermicroscopen gebruikt om veranderingen in individuele enzymmoleculen te observeren tijdens de reactie. Deze metingen zijn gebaseerd op ofwel veranderingen in de fluorescentie van cofactoren, of op fluorescente kleurstoffen die aan het enzym worden gebonden om bewegingen te volgen die optreden tijdens katalyse.

## Michaelis-mentenkinetiek

Verzadigingskromme van een enzymatische die de relatie laat zien tussen de substraatconcentratie en de reactiesnelheid.

Alle enzymatische reacties vertonen verzadiging: de snelheid van de katalyse is niet evenredig aan de substraatconcentratie, maar benadert een limiet. Als de beginsnelheid van de reactie wordt gemeten over een reeks substraatconcentraties (aangeduid met [S]), neemt de reactiesnelheid ({\displaystyle v_{0}}) aanvankelijk even snel toe naarmate [S] toeneemt. Als [S] echter hoger wordt, raken de aanwezige enzymmoleculen verzadigd met de substraatmoleculen en bereikt de curve een limiet, de maximale snelheid van het enzym (Vmax). De vergelijking die deze Michaelis-Mentenkinetiek uitdrukt wordt als volgt weergegeven.
{\displaystyle v_{0}={\frac {V_{\max }[{\ce {S}}]}{K_{M}+[{\ce {S}}]}}}